# Castello di Grabštejn
Il castello di Grabštejn (in ceco Zámek Grabštejn) si trova nella omonima località del comune di Chotyně, Distretto di Liberec nella omonima regione, Repubblica Ceca. Rappresenta uno dei monumenti più importanti del territorio ceco e la sua storia inizia nel XIII secolo.

## Storia

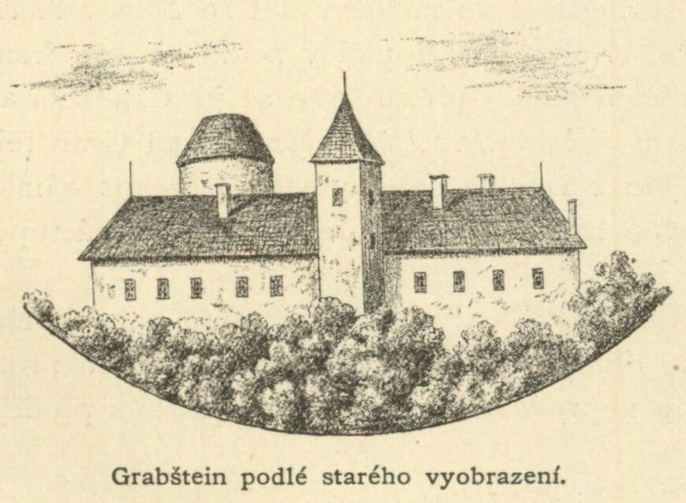
Il castello di Grabštejn in una stampa del 1895

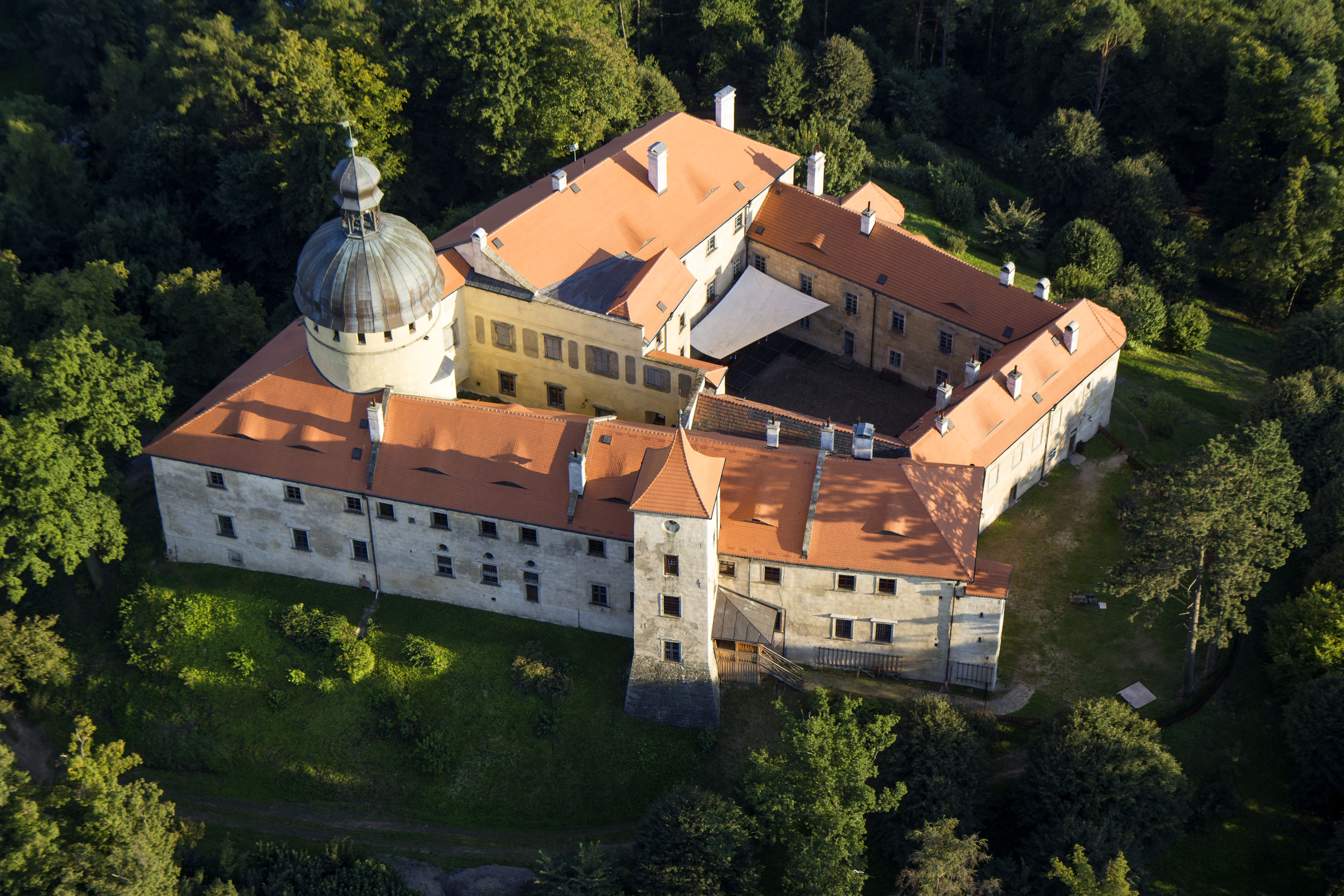
Vista aerea del castello

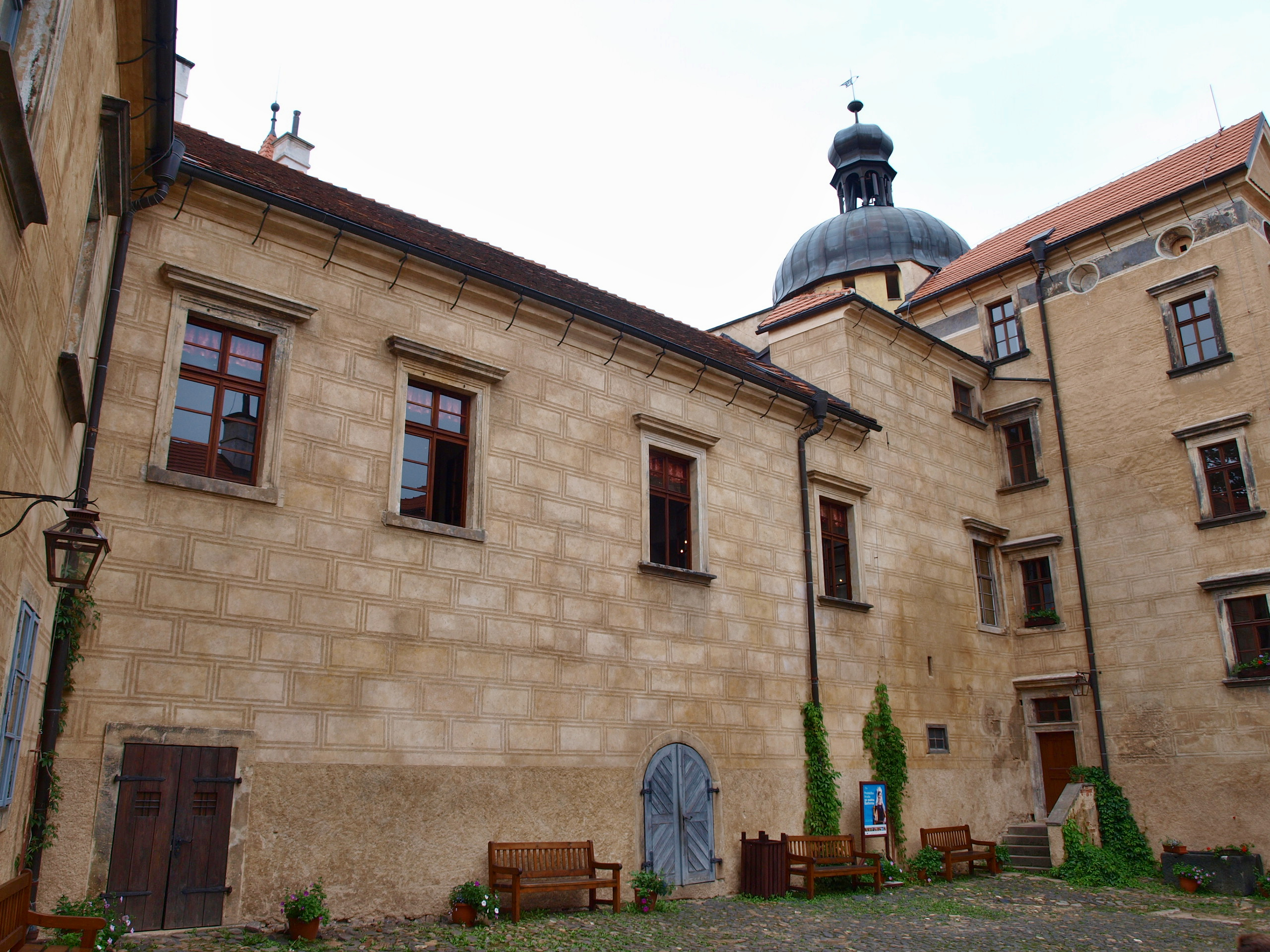
Particolare del cortile interno maggiore

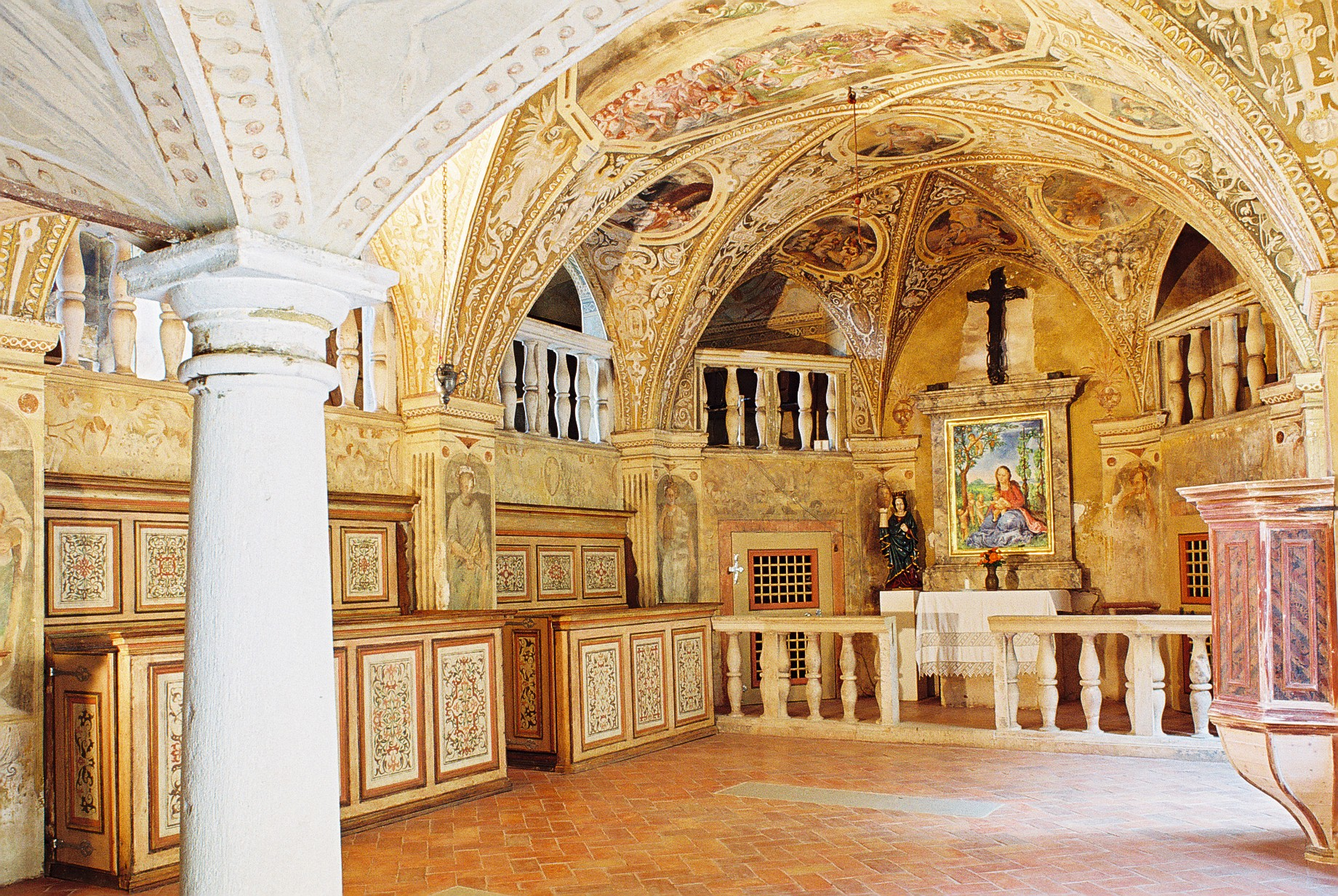
Interno della cappella del castello dedicata a Santa Barbara

Il primo castello venne edificato probabilmente nel XIII secolo secondo lo stile gotico del tempo e fu ricostruito nella seconda metà del XVI secolo, assumendo le forme di castello rinascimentale, ad opera di Jiří Mehl di Střelice, consigliere di corte e vicecancelliere tedesco del Regno di Boemia. A questo periodo risale la costruzione della cappella gentilizia dedicata a Santa Barbara. L'edificio venne seriamente danneggiato durante la guerra dei trent'anni quando fu conquistato dagli svedesi, con Alberto di Wallenstein, che lo utilizzarono come ospedale e loro base di rifornimento nella zona. In questo periodo il castello e la tenuta passarono alla famiglia Trauttmansdorff e in seguito subentrarono i Clam-Gallas, che lo acquistarono nel 1704. Questi ultimi avevano vasti possedimenti nella Boemia settentrionale, e oltre a questo maniero disponevano anche del castello di Frýdlant. Nel 1782 ricostruirono il castello e contemporaneamente rinnovarono l'interno. Prima del 1838 Christian Christoph Clam-Gallas acquistò la pala d'altare per adornare la cappella gentilizia di Santa Barbara. Nel XIX secolo la sua ricostruzione si ispirò al neoclassicismo e fino al 1945 fu la residenza estiva della famiglia Clam-Gallas. In seguito l'intera area divenne proprietà statale e dal 1953 venne utilizzata dall'esercito. La gestione militare portò gravi danni alla struttura sino a quando, a partire dal 1989, tutto il complesso passò sotto la gestione dell'Istituto Nazionale dei Monumenti, che lo rese accessibile al pubblico. Nel 1997 il castello e il suo parco vennero dichiarati bene protetto. Nel 2008 il castello di Grabštejn è stato dichiarato monumento culturale nazionale dal governo della Repubblica Ceca.

## Descrizione
Il castello si trova nella località di Grabštejn del comune di Chotyně nella Regione di Liberec, Repubblica Ceca. Il complesso architettonico del castello è uno dei monumenti più importanti del territorio ceco e si trova in posizione dominante su una collina sopra Václavickýmpotok. Si presenta come un'imponente costruzione formata da varie ali che racchiudono un grande cortile al quale se ne aggiunge uno di minori dimensioni accanto alla grande torre angolare rotonda con caratteristica copertura a cupola.

### Monumento culturale della Repubblica Ceca
La tutela dei monumenti della Repubblica Ceca considera il castello di Grabštejn un monumento culturale tutelato col numero di catalogo 1000143682.